# 샤오미 믹스 폴드 2
샤오미 믹스 폴드 2(영어: Xiaomi MIX Fold 2)는 샤오미가 제조한 안드로이드 기반 폴더블 스마트폰이다. 2022년 8월 11일에 발표되었다.

## 같이 보기
- 삼성 갤럭시 Z 폴드 4
- 폴더블 스마트폰